# هری ویتس
هری ویتس (انگلیسی: Harry Waites؛ ۸ ژوئن ۱۸۷۸) بازیکن فوتبال اهل انگلستان بود.

وی سابقه مربی‌گری در تیم ملی فوتبال هلند و باشگاه فوتبال فاینورد را در کارنامه دارد.